# Сетевая компания
АО «Сетевая компания» — российская компания, оказывающая услуги по передаче электрической энергии и присоединению потребителей к электрическим сетям в Республике Татарстан. Штаб-квартира компании расположена в Казани.
Генеральный директор — Фардиев Ильшат Шаехович.

## История
Компания была создана 11.12.2001 по решению учредителей (ГУП ПЭО «Татэнерго» и ОАО «Татнефть» им. В. Д. Шашина) в рамках проводимой реформы электроэнергетического комплекса Российской Федерации, во исполнение Постановления Правительства Российской Федерации от 11.07.2001 № 526 «О реформировании электроэнергетики Российской Федерации» и Указа Президента Республики Татарстан от 08.08.2001 № УП-673 «О дальнейших мерах по реформированию электроэнергетики Республики Татарстан» на базе девяти предприятий электрических сетей, являющихся в настоящее время её филиалами.
03.07.2006 компании была реорганизована путем присоединения к ней ОАО «Татэлектросеть», которому принадлежали распределительные сети крупнейших городов Республики Татарстан, в целях формирования в Республике Татарстан единой сетевой распределительной компании.
С момента создания и до 01.07.2009 компания являлась дочерним обществом ОАО «Татэнерго» и входила в состав вертикально интегрированного холдинга, осуществляющего производство, передачу, распределение, а также сбыт электрической и тепловой энергии на территории Республики Татарстан. В результате реорганизации и «распаковки» холдинга основным акционером компании стала Республика Татарстан в лице Министерства земельных и имущественных отношений Республики Татарстан.

## Показатели деятельности
| Общая протяженность воздушных линий электропередачи (по трассе), км, в том числе: | 61 771,1  |
| ВЛ 35-500 кВ, км                                                                  | 10 466,2  |
| ВЛ 0,4-6 (10) кВ, км                                                              | 51 304,9  |
| Общая протяженность кабельных линий, км                                           | 10 863,2  |
| Общее количество подстанций 35-500 кВ, шт                                         | 384       |
| Установленная мощность трансформаторов на подстанциях 35-500 кВ, МВА              | 18 935,48 |
| Общее количество ТП, КТП 6-10/0,4 кВ, шт                                          | 20 237    |
| Общее количество РП, РТП 6-10 кВ, шт                                              | 228       |
| Установленная трансформаторная мощность ТП, РП 6-10/0,4 кВ, МВА                   | 7 080,101 |

### Услуги по передаче электроэнергии
В 2020 году поступление электроэнергии в электрические сети компании составило 21 509 млн кВт·ч, что ниже показателей 2019 года на 1 242 млн кВт·ч (5,5 %). В сети потребителей и смежных сетевых организаций (ССО) по границе раздела балансовой принадлежности электрических сетей компанией отпущено 20 039 млн кВт·ч. По сравнению с 2019 годом полезный отпуск электроэнергии с учётом отпуска в сеть ССО снизился на 1 213 кВт·ч (5,7 %). В результате распространения коронавирусной инфекции COVID-19, снижения нефтедобычи предприятиями ТЭК Российской Федерации произошло значительное снижение объёмов электропотребления по Республике Татарстан относительно утвержденных в сводном прогнозном балансе производства и поставок электрической энергии в рамках Единой энергетической системы России по Республике Татарстан.

### Рейтинговые оценки
Рейтинговое агентство АКРА в 2022 году присвоило  АО «Сетевая компания» рейтинговую оценку AA(RU) со стабильным прогнозом. В 2023 году рейтинг был отозван, а затем восстановлен на уровне AA+(RU). В 2024 году подтверждён на этом же уровне.
Рейтинговое агентство «Эксперт РА» в 2014 году присвоило АО «Сетевая компания» рейтинговую оценку A++ со стабильным прогнозом. Рейтинг ежегодно подтверждался, в 2017 году рейтинг был изменён на ruAA, в 2021 году - отозван.

## Структура компании
В структуру компании входят 11 филиалов:
- девять предприятий электрических сетей, каждое из которых осуществляет функции по передаче электрической энергии, технологическому присоединению, эксплуатации и обслуживанию объектов электросетевого хозяйства по территориальному признаку в городах Альметьевск, Бугульма, Буинск, Елабуга, Набережные Челны, Нижнекамск, Казань, Чистополь. В структуру каждого из девяти филиалов входят обособленные структурные подразделения: районы электрических сетей (РЭС), городские районы электрических сетей (ГРЭС);
- Дирекция строящихся объектов;
- Дирекция по обслуживанию потребителей.

Общее руководство деятельностью Компании осуществляется аппаратом Управления, расположенным в городе Казани.